# Sentenze di Sesto
Le Sentenze di Sesto sono una collezione di 610 aforismi di autore sconosciuto e scritta in greco antico nel II secolo d.C. o in precedenza, ma molto nota dal III secolo in poi anche attraverso traduzioni in latino, siriaco, armeno e copto. La versione copta (incompleta) fa parte dei codici di Nag Hammadi, una biblioteca di testi prevalentemente gnostici cristiani e pagani. Il suo autore viene solitamente designato come "Sesto pitagorico", perché alcuni detti riflettono la filosofia pitagorica.

## Origine
Le Sentenze di Sesto sono citate per la prima volta da Origene a metà del III secolo . Egli, pur confutando le idee di Sesto sull'auto-castrazione, riferisce che ai suoi tempi l'opera era considerata "da molti" "testata dal tempo". L'autore dell'opera resta sconosciuto. Il testo potrebbe essere di epoca ellenistica, ma rivisto dal punto di vista cristiano ; potrebbe essere opera del filosofo latino Quinto Sextio (I sec. a.C.), che scriveva in greco e professava teorie pitagoriche e stoiche, oppure potrebbe semplicemente essere opera di un cristiano del II secolo (Chadwick, p. 198). Tirannio Rufino, che predispose la traduzione latina di 451 detti di Sesto Pitagorico, li riteneva opera del papa Sisto II.